# Ludwig Roselius
Ludwig Roselius (Bremen, 2 de junho de 1874 – 15 de maio de 1943) foi um comerciante de café alemão e fundador da empresa Kaffee HAG. Nasceu em Bremen e é creditado pelo desenvolvimento da descafeinização de café comercial. Como um mecenas, ele apoiou artistas como Paula Modersohn-Becker e Bernard Hoetger e transformou a rua Böttcherstrasse em Bremen em uma obra de arte.